# Haisterbach

Haisterbach ist ein Stadtteil von Erbach im südhessischen Odenwaldkreis. Zu Haisterbach gehört der Weiler Marbach.

## Geographie

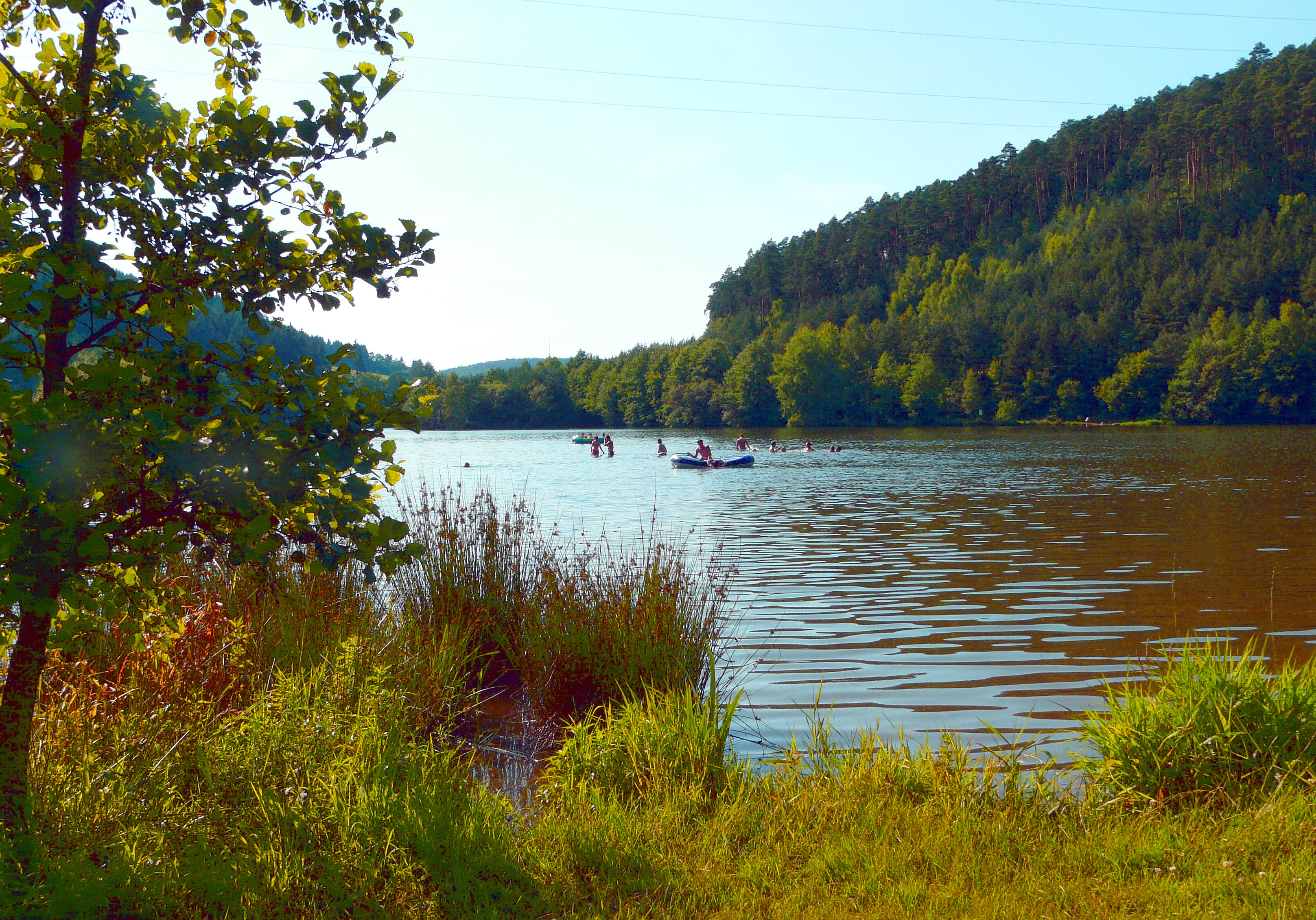
Marbachsee. Rückhaltestausee beim Weiler Marbach. Beliebtes Ziel für Badefreunde und Wassersportler. (Juni 2011)

Das offenes Dorf Günterfürst mit unregelmäßigem Grundriss liegt bei doppelseitiger Gehängelage im Buntsandstein-Odenwald, ca. 3,5 km südöstlich von Erbach. Es ist umgeben von einer hochgelegenen Rodungsinsel zwischen Mümling und Mossaubach. Das Gebiet des Stadtteils besteht aus der Gemarkung Haisterbach mit einer Fläche von 588 Hektar, auf 320 bis 430 1234 m ü. NHN, davon sind 301 Hektar Wald. In der Gemarkung liegen die folgenden aktuellen bzw. historischen Siedlungsplätze:
- Haisterbacher Hof[4]
- Siedlung Marbach[5]
- Gewerbesiedlung Sägewerk[6]

Die Ortslage befindet sich auf 306 bis 367 m ü. NHN und der höchste Punkt der Gemarkung ist ca. 440 m ü. NHN.
In der Ortslage befindet sich die Quelle eines kleinen Bachs, der nach Osten zur gut einen Kilometer entfernten Mümling fließt. Die Mümling im Osten und der Marbach mit dem Marbach-Stausee im Süden bilden die Gemarkungsgrenze. An den Stadtteil Haisterbach grenzen, von Norden beginnend, im Uhrzeigersinn, die Erbacher Stadtteile Günterfürst, Schönnen und Ebersberg, der Ortsteil Hetzbach der Gemeinde Oberzent und der Ortsteil Hüttenthal der Gemeinde Mossautal. Der Ort ist über die Kreisstraße 46 erreichbar. Diese zweigt von der Bundesstraße 45 zwischen Schönnen und Lauerbach in westlicher Richtung ab und führt über Günterfürst nach Haisterbach, wo sie endet.

## Geschichte

### Ortsgeschichte
Die älteste erhaltene Erwähnung des Ortes stammt von 1353. In erhaltenen Urkunden wurde Haisterbach unter den folgenden Namen erwähnt (in Klammern das Jahr der Erwähnung): Heysterbuch (1353), Heisterbuch (1414), Hesterbuch (1434), Heysterbuch (1443) und Heisterbach (1484).
Haisterbach gehörte zum Amt Erbach der Grafschaft Erbach, die mit der Mediatisierung 1806 Teil des Großherzogtums Hessen wurde. Ab 1822 gehörte Haisterbach zum Landratsbezirk Erbach, ab 1852 zum Kreis Erbach (ab 1939: „Landkreis Erbach“), der – mit leichten Grenzberichtigungen – seit 1972 Odenwaldkreis heißt. Nach Auflösung des Amtes Erbach 1822 nahm die erstinstanzliche Rechtsprechung für Haisterbach das Landgericht Michelstadt wahr, ab 1879 das Amtsgericht Michelstadt.
Hessische Gebietsreform (1970–1977)
Zum 31. Dezember 1971 wurde die bis dahin selbständige Gemeinde Haisterbach im Zuge der Gebietsreform in Hessen auf freiwilliger Basis in die Kreisstadt Erbach eingegliedert. Für Haisterbach wurde ein Ortsbezirk errichtet.

### Verwaltungsgeschichte im Überblick
Die folgende Liste zeigt die Staaten und Verwaltungseinheiten, denen Haisterbach angehört(e):
- vor 1718: Heiliges Römisches Reich, Grafschaft Erbach, Amt Erbach (Zent Erbach)
- ab 1718: Heiliges Römisches Reich, Grafschaft Erbach-Erbach, Anteil an der Grafschaft Erbach, Amt Erbach
- ab 1806: Großherzogtum Hessen (Souveränitätslande),[Anm. 2] Fürstentum Starkenburg, Amt Erbach (Standesherrschaft Erbach)
- ab 1815: Großherzogtum Hessen[Anm. 3] (Souveränitätslande), Provinz Starkenburg, Amt Erbach
- ab 1822: Großherzogtum Hessen, Provinz Starkenburg, Landratsbezirk Erbach[Anm. 4]
- ab 1848: Großherzogtum Hessen, Regierungsbezirk Erbach
- ab 1852: Großherzogtum Hessen, Provinz Starkenburg, Kreis Erbach
- ab 1871: Deutsches Reich,[Anm. 5] Großherzogtum Hessen, Provinz Starkenburg, Kreis Erbach
- ab 1918: Deutsches Reich, Volksstaat Hessen,[Anm. 6] Provinz Starkenburg, Kreis Erbach
- ab 1938: Deutsches Reich, Volksstaat Hessen, Landkreis Erbach[12][Anm. 7]
- ab 1945: Deutsches Reich, Amerikanische Besatzungszone,[Anm. 8] Groß-Hessen, Regierungsbezirk Darmstadt, Landkreis Erbach
- ab 1946: Deutsches Reich, Amerikanische Besatzungszone, Land Hessen, Regierungsbezirk Darmstadt, Landkreis Erbach
- ab 1949: Bundesrepublik Deutschland, Land Hessen, Regierungsbezirk Darmstadt, Landkreis Erbach
- ab 1972: Bundesrepublik Deutschland, Land Hessen, Odenwaldkreis, Kreisstadt Erbach

## Bevölkerung

### Einwohnerentwicklung
- 1717: 8 wehrfähige Männer[1]
- 1961: 192 evangelische (= 87,67 %), 24 katholische (= 10,96 %) Einwohner[1]

| Haisterbach: Einwohnerzahlen von 1829 bis 2023 | Haisterbach: Einwohnerzahlen von 1829 bis 2023 | Haisterbach: Einwohnerzahlen von 1829 bis 2023 | Haisterbach: Einwohnerzahlen von 1829 bis 2023 | Haisterbach: Einwohnerzahlen von 1829 bis 2023 |
| --- | ---------------------------------------------- | ---------------------------------------------- | ---------------------------------------------- | ---------------------------------------------- |
| Jahr |                                                |                                                |                                                | Einwohner                                      |
| 1829 | 1829                                           |                                                | 135                                            | 135                                            |
| 1834 | 1834                                           |                                                | 140                                            | 140                                            |
| 1840 | 1840                                           |                                                | 175                                            | 175                                            |
| 1846 | 1846                                           |                                                | 181                                            | 181                                            |
| 1852 | 1852                                           |                                                | 198                                            | 198                                            |
| 1858 | 1858                                           |                                                | 195                                            | 195                                            |
| 1864 | 1864                                           |                                                | 219                                            | 219                                            |
| 1871 | 1871                                           |                                                | 225                                            | 225                                            |
| 1875 | 1875                                           |                                                | 255                                            | 255                                            |
| 1885 | 1885                                           |                                                | 245                                            | 245                                            |
| 1895 | 1895                                           |                                                | 228                                            | 228                                            |
| 1905 | 1905                                           |                                                | 221                                            | 221                                            |
| 1910 | 1910                                           |                                                | 226                                            | 226                                            |
| 1925 | 1925                                           |                                                | 263                                            | 263                                            |
| 1939 | 1939                                           |                                                | 232                                            | 232                                            |
| 1946 | 1946                                           |                                                | 334                                            | 334                                            |
| 1950 | 1950                                           |                                                | 319                                            | 319                                            |
| 1956 | 1956                                           |                                                | 253                                            | 253                                            |
| 1961 | 1961                                           |                                                | 219                                            | 219                                            |
| 1967 | 1967                                           |                                                | 248                                            | 248                                            |
| 1970 | 1970                                           |                                                | 239                                            | 239                                            |
| 1980 | 1980                                           |                                                | ?                                              | ?                                              |
| 1990 | 1990                                           |                                                | ?                                              | ?                                              |
| 2000 | 2000                                           |                                                | ?                                              | ?                                              |
| 2011 | 2011                                           |                                                | 417                                            | 417                                            |
| 2014 | 2014                                           |                                                | 432                                            | 432                                            |
| 2023 | 2023                                           |                                                | 394                                            | 394                                            |
| Datenquelle: Historisches Gemeindeverzeichnis für Hessen: Die Bevölkerung der Gemeinden 1834 bis 1967. Wiesbaden: Hessisches Statistisches Landesamt, 1968. Weitere Quellen: LAGIS; Zensus 2011; Stadt Erbach |                                                |                                                |                                                |                                                |

### Einwohnerstruktur 2011
Nach den Erhebungen des Zensus 2011 lebten am Stichtag, dem 9. Mai 2011, in Haisterbach 417 Einwohner. Darunter waren 21 (5,0 %) Ausländer.
Nach dem Lebensalter waren 69 Einwohner unter 18 Jahren, 180 zwischen 18 und 49, 90 zwischen 50 und 64 und 78 Einwohner waren älter.
Die Einwohner lebten in 177 Haushalten. Davon waren 51 Singlehaushalte, 57 Paare ohne Kinder und 57 Paare mit Kindern, sowie 12 Alleinerziehende und 3 Wohngemeinschaften. In 39 Haushalten lebten ausschließlich Senioren und in 117 Haushaltungen lebten keine Senioren.

## Politik
Ortsbeirat
Für Haisterbach besteht ein Ortsbezirk (Gebiete der ehemaligen Gemeinde Haisterbach) mit Ortsbeirat und Ortsvorsteher, nach Maßgabe der §§ 81 und 82 HGO und des Kommunalwahlgesetzes in der jeweils gültigen Fassung gebildet. Der Ortsbeirat besteht aus fünf Mitgliedern. Bei den Kommunalwahlen in Hessen 2021 betrug die Wahlbeteiligung zum Ortsbeirat Haisterbach 65,00 %. Alle Kandidaten gehörten der Haisterbacher Liste an. Der Ortsbeirat wählte Ulrich Brunner zum Ortsvorsteher.

## Verkehr
Haisterbach wird für den überörtlichen Verkehr durch die Kreisstraße K 46 erschlossen, die von der Bundesstraße 45 im Mümlingtal über Günterfürst zu diesem Ort hinaufführt und hier endet. Die Buslinie 48 der Odenwald-Regional-Gesellschaft (OREG) stellt den öffentlichen Personennahverkehr sicher.